# One Night/All Night
One Night/All Night é uma canção de música eletrônica do duo francês Justice com participação vocal de Tame Impala. Lançado em 24 de janeiro de 2024, foi a primeira música nova da dupla em quase 8 anos, após seu álbum de estúdio Woman (2016). A música serve como o primeiro single de seu álbum Hyperdrama, junto com "Generator", outra faixa do álbum.

## Antecedentes
Gaspard Augé e Xavier de Rosnay (os dois membros do Justice) descreveram seus processos de pensamento por trás de "One Night/All Night" e "Generator" em um comunicado de imprensa para a Rolling Stone:
"Queríamos que ['One Night/All Night'] soasse como se uma interação dark / techno do Justice tivesse encontrado uma amostra de uma iteração disco de Kevin Parker. Kevin tem um senso de melodia que é fascinante no sentido de que ele consegue escrever melodias que parecem simples e naturais, mas muito peculiares ao mesmo tempo. Essa música oscila entre pura música eletrônica e pura discoteca, mas você nunca consegue as duas ao mesmo tempo. Essa mesma ideia de mudar instantaneamente de um gênero para outro dentro de uma música percorre todo o álbum e talvez seja mostrada de forma mais clara em 'One Night/All Night'. [...] Para nós, ['Generator'] soa como 'Getaway' da Salsoul Orchestra, mas com sons clássicos de hardcore techno dos anos 90. Disco / funk e música eletrônica em geral sempre foram elementos centrais da música que fazemos como Justice. No Hyperdrama, nós os fazemos coexistir, mas não de forma pacífica. Gostamos dessa ideia de fazê-los lutar um pouco por atenção."

## Lançamento e recepção
Justice aludiu pela primeira vez a novas músicas com uma postagem feita em sua conta do Instagram em 1º de janeiro de 2024, que foi seguida por mais teasers que culminaram no anúncio oficial de "One Night/All Night" e seu álbum Hyperdrama – bem como um pequeno trecho da faixa mencionada – em 17 de janeiro de 2024.
Após o lançamento, o single principal foi recebido com uma recepção principalmente positiva. Stereogum chamou a faixa de "peso-pesado", observando como os vocais de Kevin Parker do Tame Impala "[pintam] falsete de néon suave em toda a batida de sintetizador de linha de base", Stereogum elogiou ainda a música detalhando como ela "[voa] através de galáxias disco-house e além do horizonte em direção a algum lugar mais difícil, melhor, mais rápido, mais forte".  Consequence caracterizou "One Night/All Night" como "groove disco liso [com] um ar latejante e ameaçador", ao mesmo tempo em que descreveu "Generator" como "assinatura do Justice com sintetizadores com falhas, bateria nítida e uma linha de baixo gigantesca".  Stereogum também resumiu a última faixa como "um instrumental mecanicista que parece ideal para uma rave de robôs suados".

## Créditos
Adaptação do YouTube
Músicos
- Vincent Taeger – bateria
- Vincent Taurelle – sinterizador
- Tame Impala – vocais

Produtores
- Justice – produtor, engenheiro de mixagem
- Vincent Taurelle – engenheiro de mixagem
- Damien Quintard – engenheiro de masterização

Compositores
- Gaspard Augé
- Xavier de Rosney
- Kevin Parker
- J. C. J. Hanneman